# Hermagoras z Amfipolis
Hermagoras z Amfipolis (II wiek p.n.e.) - filozof ze szkoły stoickiej, autor niezachowanych dialogów filozoficznych.